# Challenger de Brașov

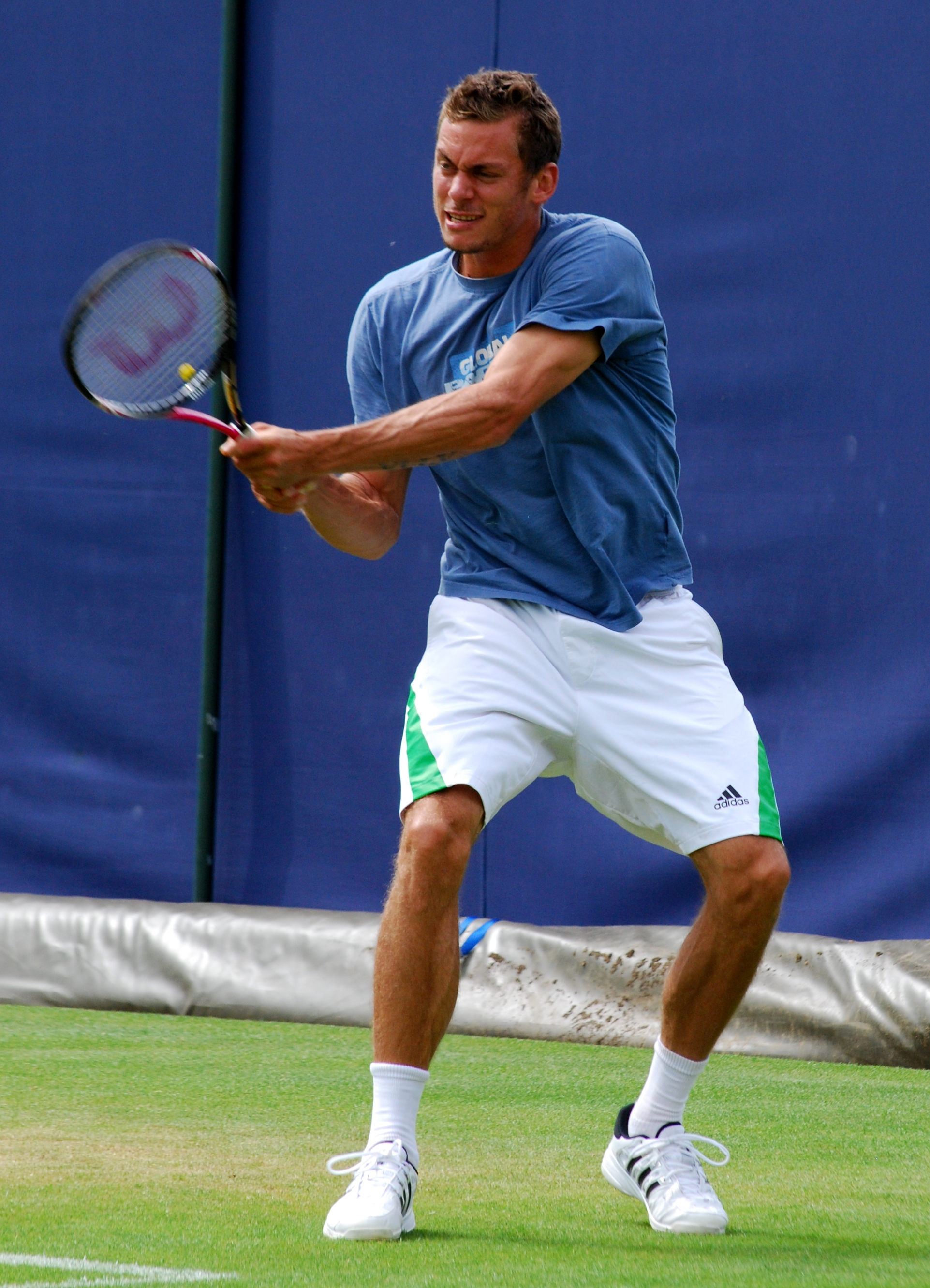
El austríaco Andreas Haider-Maurer campeón en individuales de la edición 2012

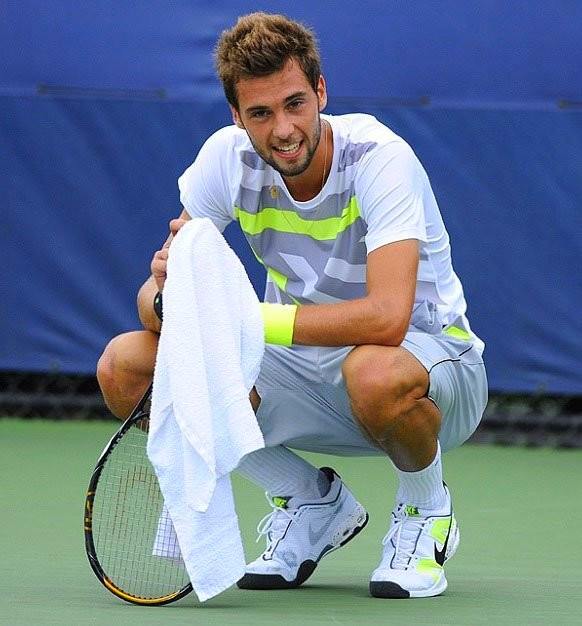
El francés Benoît Paire campeón individual en el año 2011

El BRD Brașov Challenger es un torneo de tenis celebrado en Brașov, Rumania desde 1996. El evento forma parte del ATP Challenger Tour y se juega en canchas de polvo de ladrillo.

## Finales anteriores

### Individuales
| Año  | Campeón                   | Finalista            | Resultado      |
| ---- | ------------------------- | -------------------- | -------------- |
| 2014 | Andreas Haider-Maurer (3) | Guillaume Rufin      | 6-3, 6-2       |
| 2013 | Andreas Haider-Maurer (2) | Gerald Melzer        | 6-79, 6-4, 6-2 |
| 2012 | Andreas Haider-Maurer (1) | Adrian Ungur         | 3–6, 7–5, 6–2  |
| 2011 | Benoît Paire              | Maxime Teixeira      | 6–4, 3–0, ret. |
| 2010 | Éric Prodon               | Jaroslav Pospíšil    | 7–6(1), 6–3    |
| 2009 | Thiemo de Bakker          | Pere Riba            | 7–5, 6–0       |
| 2008 | Daniel Gimeno-Traver      | Alexander Flock      | 4–6, 6–4, 6–4  |
| 2007 | Máximo González           | Olivier Patience     | 6–4, 6–3       |
| 2006 | Marc López                | Victor Crivoi        | 4–6, 6–3, 7–6  |
| 2005 | Daniel Elsner             | Daniel Gimeno-Traver | 7–5, 6–2       |
| 2004 | Victor Ioniță             | Simone Bolelli       | 6–1, 7–6       |
| 2003 | Daniel Elsner             | Răzvan Sabău         | 6–2, 6–1       |
| 2002 | Rubén Ramírez Hidalgo     | Lovro Zovko          | 2–6, 6–1, 7–5  |
| 2001 | Stefano Galvani           | Iván Navarro         | 6–4, 6–1       |
| 2000 | Alexandre Simoni          | Dick Norman          | 7–5, 6–3       |
| 1999 | David Sánchez-Muñoz       | Thierry Guardiola    | 6–2, 0–6, 6–2  |
| 1998 | Dinu Pescariu (2)         | Thomas Larsen        | 6–3, 3–6, 6–2  |
| 1997 | Ionuț Moldovan            | Dinu Pescariu        | 6–2, 6–4       |
| 1996 | Dinu Pescariu (1)         | Răzvan Sabău         | 4–6, 6–2, 6–3  |

### Dobles
| Año  | Campeón                                  | Finalista                                     | Resultado            |
| ---- | ---------------------------------------- | --------------------------------------------- | -------------------- |
| 2014 | Daniele Giorgini Adrian Ungur            | Aslan Karatsev Valery Rudnev                  | 4-6, 7-64, 10-1      |
| 2013 | Oleksandr Nedovyesov Jaroslav Pospíšil   | Teodor-Dacian Crăciun Petru-Alexandru Luncanu | 6-3, 6-1             |
| 2012 | Marius Copil Victor Crivoi               | Andrei Ciumac Oleksandr Nedovyesov            | 6–7(8), 6–4, [12–10] |
| 2011 | Victor Anagnastopol Florin Mergea (2)    | Dušan Lojda Benoît Paire                      | 6–2, 6–3             |
| 2010 | Flavio Cipolla Daniele Giorgini          | Radu Albot Andrei Ciumac                      | 6–3, 6–4             |
| 2009 | Pere Riba Pablo Santos                   | Simone Vagnozzi Uros Vico                     | 6–3, 6–2             |
| 2008 | David Marrero Daniel Muñoz-de la Nava    | Carles Poch-Gradin Pablo Santos               | 6–4, 6–3             |
| 2007 | Florin Mergea (1) Horia Tecău            | Adrian Cruciat Marcel-Ioan Miron              | 5–7, 6–3, [10–8]     |
| 2006 | Lazar Magdincev Predrag Rusevski         | Robin Haase Michal Navrátil                   | 6–4, 7–6             |
| 2005 | Ionuț Moldovan (2) Gabriel Moraru        | Melvyn op der Heijde Dennis van Scheppingen   | 6–1, 6–4             |
| 2004 | Salvador Navarro Rubén Ramírez Hidalgo   | Juan Pablo Brzezicki Juan Pablo Guzmán        | 6–3, 6–2             |
| 2003 | Alexander Peya Rogier Wassen             | Leonardo Azzaro Stefano Galvani               | 6–2, 6–4             |
| 2002 | Christopher Kas Herbert Wiltschnig       | Rubén Ramírez Hidalgo Santiago Ventura        | 5–7, 6–4, 7–5        |
| 2001 | Amir Hadad Lovro Zovko                   | Ben Ellwood Kalle Flygt                       | 6–1, 4–6, 6–4        |
| 2000 | Ionuț Moldovan (1) Yuri Schukin          | Dick Norman Wolfgang Schranz                  | 6–4, 6–1             |
| 1999 | Andrei Pavel Gabriel Trifu               | George Cosac Dinu Pescariu                    | 6–2, 6–2             |
| 1998 | Juan-Ignacio Carrasco Jairo Velasco, Jr. | Tomáš Cibulec Leoš Friedl                     | 6–4, 3–6, 6–2        |
| 1997 | George Cosac (2) Miles Maclagan          | Ionuț Moldovan Dinu Pescariu                  | 6–4, 7–6             |
| 1996 | George Cosac (1) Dinu Pescariu           | Mariano Hood Martín Rodríguez                 | 7–6, 6–1             |